# 深非弾性散乱

ハドロンによるレプトンの深非弾性散乱を最低次まで摂動展開したダイアグラム

深非弾性散乱（しんひだんせいさんらん 英: Deep inelastic scattering）はハドロン（特に陽子や中性子などのバリオン）の内部を電子やミュー粒子、ニュートリノにより調査するために用いられる過程である。その当時は純粋に数学的な現象であると考える者も多かった、クォークが実在することの最初の決定的証拠をもたらした。最初の試みは1960年代から1970年代にかけてであり、ラザフォード散乱を非常に高いエネルギーに拡張した過程と考えることができ、そのため核子の構成要素をより細かい分解能で調べることができる。深部非弾性散乱とも。
用語の各部分を説明する。「散乱」はレプトン（電子、ミューオン、ほか）が偏向されることを意味する。偏向される角度を観測することによりこの過程の性質を調べることができる。「非弾性」とは標的が入射粒子の運動量の一部を吸収することを意味する。実際、レプトンのエネルギーが非常に高い場合、標的は「破砕」されて多数の新粒子を放出する。これらの粒子はハドロンであり、極度に単純化するとこの過程は標的を構成していたクォークが「叩き出」され、クォークの閉じ込めのために観測不可能なクォークのかわりにハドロンが生成されるハドロン化が起こると解釈することができる。「深」とはレプトンが標的ハドロンのサイズよりも短い波長をもつほどに高いエネルギーを持ち、そのため標的の「深」部を調べることができるという意味である。また、摂動近似によれば、レプトンから発した高エネルギー光子が標的ハドロンに吸収され、構成クォークの一つにエネルギーが移送されるという、図のダイアグラムに示すような過程として理解することもできる。

## 歴史
物理学の標準模型、特にマレー・ゲルマンの1960年代の業績はそれまでは別々の概念だった素粒子物理学上の概念の殆どを、比較的単純な形式で統合することに成功した。本質的には、三種類の素粒子が存在する。
- レプトンは低質量粒子で、電子、ニュートリノ、それらの反粒子などを含む。整数電荷を持つ。
- ゲージボソンは力の交換を媒介する粒子である。質量が無く観測が容易な光子（電磁力を媒介する）や、観測しづらい（が質量は無い）グルーオン（強い力を媒介する）などを含む。
- クォークは分数電荷を持ち、質量を持つ粒子である。ハドロンの構成要素である。強い力を受ける唯一の粒子である。

レプトンは1897年、電流が電子の流れであることを示したJ. J. トムソンにより検出された。ゲージボソンは、光子は日常的に検出されており、1980年代初頭に電弱力を媒介する W+, W−, Z0 は分類上のみ観測され、グルーオンはハンブルクのDESYによりほぼ同時に検出された。しかし、クォークはいまだに捉えられていない。
20世紀初頭に行われたラザフォードの画期的な実験と同様のアイデアでクォークの検出を試みることができる。ラザフォードはアルファ粒子を金原子に照射することによって原子が小さく質量のほとんどを持ち、電荷を帯びた核をもつことを証明した。ほとんどのアルファ粒子はほとんどもしくは全く偏向されずに通過するが、一部が大きな偏向角を示したり、跳ね返されたりしたのである。このことは原子が内部構造を持ち、ほとんどが何もない空間であることを示唆した。
バリオンの内部を調査するためには、小さく、貫通力が強く、そして簡単に生成できる粒子を使う必要がある。電子は、大量に存在し、電荷を持つため簡単に加速できるのでこの用途に理想的である。1968年、スタンフォード線形加速器センター (SLAC) において、電子を原子核中の陽子と中性子に照射する実験が行われた。その後ミューオンとニュートリノを使った実験も行われたが、同じ原理で取り扱える。
この衝突により運動量の一部が吸収されるため、この過程は非弾性散乱である。これはラザフォード散乱がエネルギー損失を伴わない弾性散乱であるのと対照的である。原子核から出てきた電子の軌跡と速度を観測する。
この結果を解析することにより、以下のような結論が得られた。
- ハドロンには内部構造がある。
- バリオン内部には三つの偏向点がある（つまりバリオンは三つのクォークで構成される）。
- 中間子内部には、二つの偏向点がある（つまり中間子はクォークと反クォークで構成される）。
- クォークは電子と同様に点電荷であるかに見え、標準模型の示唆するところの分数電荷を持つ。

この実験はクォークが物理的に実在することを示しただけではなく、標準模型が正しいことを示唆し、素粒子物理学者に研究の方向性を指し示したという意味で重要である。